# Францев, Александр Витальевич
Александр Витальевич Францев (бел. Аляксандр Віталевіч Францаў; род. 28 июня 1997, Новополоцк, Витебская область) — белорусский футболист, защитник новополоцкого «Нафтана».

## Карьера

### «Нафтан»
Воспитанник футбольной акамедии новополоцкого «Нафтана». Дебютировал за клуб 22 июля 2017 года в матче Кубка Беларуси против «Крумкачей», выйдя на замену на 72 минуте. В 2018 году стал подтягиваться к играм с основной командой после того, как новополоцкий клуб вылетел в Первую Лигу. Дебютный матч в чемпионате сыграл 14 июля 2018 года против пинской «Волны». В дебютном сезоне футболист сыграл в 7 матчах во всех турнирах, преимущественно выходя на замену под конец основного времени тайма.
В январе 2019 года футболист продлил контракт с клубом ещё на сезон. Первый матч в сезоне футболист провёл 29 июня 2019 года против бобруйской «Белшины», выйдя на замену в начале второго тайма. Закрепиться в основной команде клуба у футболиста не вышло и по итогу сезона сыграл лишь в 3 матчах, в которых появлялся на поле лишь со скамейки запасных. По окончании сезона футболист покинул клуб.

### «Сморгонь»
В марте 2020 года футболист перешёл в «Сморгонь». Дебютировал за клуб 18 апреля 2020 года в матче против речицкого «Спутника». Футболист быстро закрепился в основной команде клуба. В дебютном сезоне за клуб провёл 23 матча во всех турнирах. Вместе с клубом занял 6 итоговое место в турнирной таблице, после чего клуб был приглашён для участия в Высшей Лиге.
В начале 2021 года футболист готовился к новому сезону с клубом. Дебютный матч в Высшей Лиге футболист сыграл 19 марта 2021 года против «Ислочи», выйдя на поле в стартовом составе. Первую половину сезона футболист оставался преимущественно игроком скамейки запасных. Первым результативным действием отличился 21 августа 2021 года в матче против брестского «Руха», отдав голевую передачу. Затем футболист вновь вернул себе место в стартовом составе. Дебютный гол за клуб забил 2 октября 2021 года в матче против жодинского «торпедо-БелАЗ». По итогу сезона футболист занял с клубом предпоследнее итоговое место.
Перед сезоном 2022 года футболист остался в распоряжении клуба. В апреле 2022 года футболист попал в итоговую заявку клуба. Первый матч сыграл 10 апреля 2022 года против «Слонима», отличившись результативной передачей. Первым голом в сезоне отличился 22 апреля 2022 года в матче против «Барановичей». По итогу сезона футболист вместе с клубом стал серебряным призёром Первой Лиги. Сам же футболист отличился 2 забитыми голами и результативной передачей. В январе 2023 года футболист покинул клуб.

### «Нафтан»
В январе 2023 года футболист тренировался с новополоцким «Нафтаном». В феврале 2023 года футболист подписал с клубом контракт. Первый матч в сезоне сыграл 14 апреля 2023 года против «Минска», выйдя на поле в стартовом составе. Затем футболист смог быстро закрепиться в основной команде, однако в сентябре 2023 года выбыл из распоряжения новополоцкого клуба до конца сезона, результативными действиями не отличившись. По итогу сезона вместе с клубом смог закрепиться в Высшей лиге.